# Nebo (canção de Nina Badrić)
Nebo é uma canção da cantora Nina Badrić. Ela vai representar a Croácia no Festival Eurovisão da Canção 2012.